# 697 Галилеа
697 Галилеа е астероид от Основния пръстен. Открит е от Йозеф Хелфрих на 14 февруари 1910 в Хайделберг.